# Етно-парк „Брвнара” Бачки Јарак
Етно-парк „Брвнара“ у Бачком Јарку је депанданс Музеја Војводине који приказује народно градитељство крајишких Срба који су населили Бачки Јарак након Другог светског рата. Чини га завичајна музејска збирка етнолошко-историјског карактера, настала 1946. на основу иницијативе колониста из Босанске Крајине. 
Ово је јединствени музеј под отвореним небом у Војводини, а чине га објекти типа динарске брвнаре, у којима је приказано оригинално покућство, привредне алатке и предмети народног стваралаштва.
Централни објекат је кућа изграђена по узору на традиционалне куће динарског подручја – брвнаре. Подигнута је 1978. године уз материјалну помоћ месне заједнице Бачки Јарак и општина Темерин, Дрвар, Бања Лука и Босански Петровац, и стручну помоћ Војвођанског музеја, Музеја града Новог Сада, Музеја Босанске Крајине у Бања Луци и Покрајинског завода за заштиту споменика културе у Новом Саду.
Поред „Брвнаре“ ту су и три оригинална објекта донета из Босанске Крајине: „зградица“ или „вајат“ (кућа за млади брачни пар), „ајат“ или „млечар“ (кућа за чување и спремање млека и млечних производа) и „курузана“ (амбар за чување кукуруза).

## Стална поставка у етно-парку „Брвнара“ у Бачком Јарку
У „Брвнари“ се налази стална поставка којом је представљена материјална и духовна култура становништва Босанске Крајине.
Нову сталну поставку у „Брвнари“ реализовао је Музеј Војводине 2012. године и приказује оригиналне музејске предмете, историјске документе и фото материјал који представља народну културу и историју Крајишника.
Етнолошки део поставке приказује начин становања, облачења и привређивања људи са простора Босанске Крајине.
Историјски део приказује колонизацију из динарских крајева (Босанске Крајине, Лике и др.) на подручју данашње општине Темерин током 20. века.